# Juhnovska pustinja
Juhnovska pustinja (ruski: Юхновская Пустынь) je kazanski muški pustinjački samostan u gradu Juhnovu.
Nalazi se na obali rijeke Ugre.
Utemeljenje ovog samostana 1410. se smatra i godinom utemeljenja grada Juhnova.